# Michail Prakapenka
Michail Prakapenka (in bielorusso Міхаіл Пракапенка?; 31 agosto 1982) è un pentatleta bielorusso.

## Palmarès
In carriera ha conseguito i seguenti risultati:
- Mondiali:

Pesaro 2003: bronzo nel pentathlon moderno staffetta a squadre.
Città del Guatemala 2006: argento nel pentathlon moderno staffetta a squadre.
Budapest 2008: oro nel pentathlon moderno staffetta a squadre e bronzo a squadre.
- Europei

Montepulciano 2005: bronzo nel pentathlon moderno a squadre.
Budapest 2006: argento nel pentathlon moderno a squadre.
Riga 2007: bronzo nel pentathlon moderno staffetta a squadre ed a squadre.
Lipsia 2009: bronzo nel pentathlon moderno staffetta a squadre.